# Ludwig Traube
Ludwig Traube (Ratibor, 1818. január 12. – Berlin, 1876. április 11.) zsidó-német orvos, belgyógyász és egyetemi tanár.

## Családja
A Porosz Királyság részét képző Sziléziában született zsidó családba. Öccse a privát tudós és kémiai úttörő Moritz Traube volt. A veje a berlini orvos, Moritz Litten volt. Ludwig Traube felesége Cora Marckwald volt, két fiuk és három lányuk született. Első fiuk ötévesen elhunyt, míg másik fiuk, Ludwig Traube paleográfus lett. Unokaöccsei Wilhelm Traube (vegyész, 1866–1942) és Albert Fraenkel (orvos, 1848–1916) voltak, kialakítva a Traube-Litten-Fraenkel tudós családot.